# Le Langon
Le Langon – miejscowość i gmina we Francji, w regionie Kraj Loary, w departamencie Wandea.
Według danych na rok 1990 gminę zamieszkiwało 945 osób, a gęstość zaludnienia wynosiła 40 osób/km² (wśród 1504 gmin Kraju Loary Le Langon plasuje się na 600. miejscu pod względem liczby ludności, natomiast pod względem powierzchni na miejscu 432.).